# جيش الدلتا
جيش الدلتا (بالإنجليزية: Delta Force)‏ وهي لعبة فيديو تصويب تكتيكي تصويب منظور الشخص الأول، طورت بواسطة نوفالوجك و أُطلِقت من شركة مايكروسوفت ويندوز في سنة 1998 في الولايات المتحدة.

## وصلة خارجية
- Delta Force على موبي غيمز